# Astele
Astele là một chi ốc biển, là động vật thân mềm chân bụng sống ở biển trong họ Calliostomatidae.

## Các loài
Các loài thuộc chi Astele bao gồm:
- Astele allanae (Iredale, 1930)[2]
- Astele armillata (Wood, 1828)[3]
- †Astele boileaui Marwick, 1931[4]
- Astele bularra Garrard, 1961[5]
- Astele ciliaris (Menke, 1843)[6]
- Astele monile (Reeve, 1863)[7]
- Astele multigrana (Dunker, 1871)[8]
- Astele pulcherrima (Sowerby III, 1914)[9]
- Astele punctocostata (A. Adams, 1853)
- Astele rubiginosa (Valenciennes, 1846)[10]
- Astele scitula (A. Adams, 1854)[11]
- Astele similaris (Reeve, 1863)[12]
- Astele speciosa (A. Adams in H. Adams & A. Adams, 1854)[13]
- Astele stenomphala E. A. Smith, 1898
- Astele subcarinata (Swainson, 1854)[14]

Đồng nghĩa
- Astele bilix Hedley, 1905: syn. Calliobasis bilix (Hedley, 1905)
- Astele calliston Verco, 1905: syn. Callistele calliston (Verco, 1905)
- Astele ciliare [sic]: syn. Astele ciliaris (Menke, 1843)
- Astele multigranum [sic]: syn. Astele multigrana (Dunker, 1871)
- Astele nobilis Hirase, 1922: syn. Calliostoma nobile (Hirase, 1922)